# Howard Aiken
Pour les articles homonymes, voir Aiken.
Howard Hathaway Aiken (né le 8 mars 1900 à Hoboken dans l'État du New Jersey aux États-Unis, mort le 14 mars 1973 à Saint Louis dans l'État du Missouri aux États-Unis) était un informaticien américain.
Pionnier dans l'informatique, il était l'ingénieur principal derrière l'ordinateur Harvard Mark I d'IBM.

## Reconnaissances
Il reçoit en 1964 de la Computer Society la Harry M. Goode Memorial Award (une médaille et 2 000 dollars) pour sa contribution originale à la calculette universelle, qui a conduit au premier grand calculateur digital universel.  Il recevra également des distinctions venant du monde entier, notamment des États-Unis (en particulier la Médaille Edison), d'Allemagne, de Belgique, des Pays-Bas et de France.